# Mérőhenger

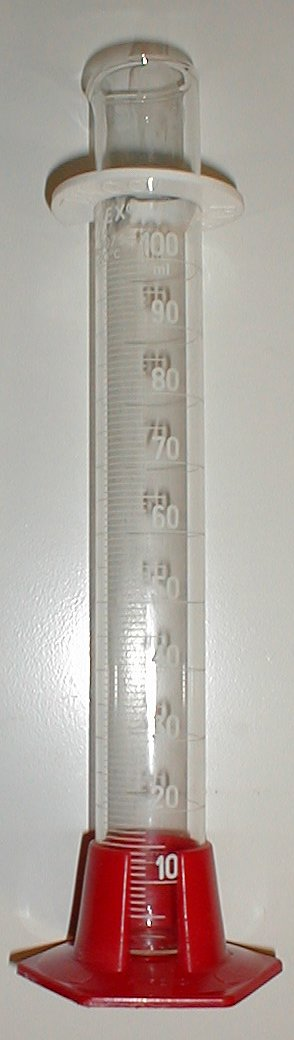
Mérőhenger. A tetején látható gyűrű akadályozza meg, hogy a mérőhenger felborulása esetén az üveg eltörjön.

A mérőhenger laboratóriumi üvegedény vagy műanyagedény. Elsősorban adott térfogatú folyadékok kimérésére használják. Jóval pontosabb mérést tesz lehetővé, mint a lombikok, azonban pontossága jóval elmarad a pipettáéhoz képest. Általában azonban nagy térfogatok viszonylag pontos mérésénél csak a mérőhenger használható (a pipetták csak kis térfogatokra készülnek). A legnagyobb mérőhengereket polipropilénből készítik (a polipropilén nem teljesen átlátszó, inkább tejszerű), köszönhetően a polipropilén kiváló kémiai ellenállóképességének. Egyes esetekben polimetilpenténból is készülhet, amely egyrészt az üveghez hasonlóan nagymértékben átlátszó, másrészt kevésbé törékeny mint az üveg, így könnyebb a kezelése. A polipropilénből készült mérőhengerek hasonlóan ellenállóak a mechanikai hatásoknak (ha leesnek, nem törnek szét), és egyszerű a sterilezésük.

## Fordítás
- Ez a szócikk részben vagy egészben  a   Graduated cylinder című angol Wikipédia-szócikk ezen változatának fordításán alapul.  Az eredeti cikk szerkesztőit annak laptörténete sorolja fel. Ez a jelzés csupán a megfogalmazás eredetét és a szerzői jogokat jelzi, nem szolgál a cikkben szereplő információk forrásmegjelöléseként.